# NGC 7015
NGC 7015 ist eine Spiralgalaxie vom Hubble-Typ Sbc im Sternbild Equuleus am Nordsternhimmel. Sie ist schätzungsweise 226 Millionen Lichtjahre von der Milchstraße entfernt und hat einen Durchmesser von etwa 120.000 Lichtjahren. Gemeinsam mit zehn weiteren Galaxien gilt sie als Mitglied der NGC 7042-Gruppe (LGG 442).
Im selben Himmelsareal befindet sich u. a. die Galaxie IC 5083.
Das Objekt wurde am 29. September 1878 von Édouard Stephan entdeckt.